# Tomoya Karasawa
Tomoya Karasawa (japanisch 柄澤 智哉 Karasawa Tomoya; * 17. Mai 2002) ist ein japanischer Leichtathlet, der sich auf den Stabhochsprung spezialisiert hat.

## Sportliche Laufbahn
Erste internationale Erfahrungen sammelte Tomoya Karasawa im Jahr 2023, als er bei den Asienmeisterschaften in Bangkok mit übersprungenen 5,51 m den vierten Platz belegte. Anschließend belegte er bei den World University Games in Chengdu mit 5,35 m den vierten Platz, ehe er bei den Weltmeisterschaften in Budapest ohne eine Höhe in der Qualifikationsrunde aus. 2025 belegte er bei den Asienmeisterschaften in Gumi mit 5,32 m den achten Platz.
2023 wurde Karasawa japanischer Meister im Stabhochsprung.